# أتلتيكو أولمبيك
نادي أتلتيكو أولمبيك هو نادي كرة قدم بوروندي يقع مقره في بوجمبورا، بوروندي. يلعب الفريق في دوري بوروندي الممتاز. فاز بلقب الدوري المحلي مرتين في تاريخه.